# ローラン・ドゥポワトル
ローラン・ドゥポワトル（フランス語: Laurent Depoitre、1988年12月7日 - ）は、ベルギーのサッカー選手。KAAヘント所属。ベルギー代表。ポジションはFW。

## クラブ歴
2005年にRFCトゥルネーの下部組織からトップチームに昇格。2007年にRRCペルヴェルに移籍した。2008-09シーズン終了後、ペルヴェルがREムスクロンとの合併に伴ってロイヤル・エクセル・ムスクロンになるのに際して、彼もペルヴェルを去った。
2009年夏にSCエーントラハト・アールストに加入。同期加入にダミアン・ガルッチ、オリヴィエ・デ・カストロがいる。ウーター・モレールとのコンビで活躍し、加入初シーズンにしてクラブ最優秀選手に輝いた。2011年にはトロワズィエーム・ディヴィジョンAで首位となった。2011-12シーズンにはKAAヘント、リールセSK、OHルーヴェン、KベールスホットAC、NECナイメヘン、SCヘーレンフェーン、ヴィレムII、ローダJCといったクラブからも注目された。
その中で彼は2012年にKVオーステンデに移籍した。2013年1月には早くもSVズルテ・ワレヘムへの移籍が取り出さされたが、両者で折り合いがつかず破談した。
オーステンデとの契約を彼は延長せず、2014-15シーズンからKAAヘントに加入した。
2016年8月8日にポルトガルの強豪、FCポルトに4年契約、4000万ユーロの違約金で移籍した。移籍金は600万ユーロ。しかし出場機会に恵まれなかった事から2017年1月には半年のレンタル移籍でJリーグへの移籍を検討しているとの報道が流れたが、日本移籍とはならなかった。
2019年7月23日、KAAヘントに復帰し、3年契約を結んだ。

## 代表歴
2015年10月10日のUEFA EURO 2016予選・グループB、アンドラ代表戦で代表初出場。チームの4点目をあげた。

## 個人成績

### クラブ
2017年3月20日現在
| 国内大会個人成績 | 国内大会個人成績 | 国内大会個人成績 | 国内大会個人成績 | 国内大会個人成績 | 国内大会個人成績 | 国内大会個人成績 | 国内大会個人成績 | 国内大会個人成績 | 国内大会個人成績 | 国内大会個人成績 | 国内大会個人成績 |
| 年度             | クラブ           | 背番号           | リーグ           | リーグ戦         | リーグ戦         | リーグ杯         | リーグ杯         | オープン杯       | オープン杯       | 期間通算         | 期間通算         |
| 年度             | クラブ           | 背番号           | リーグ           | 出場             | 得点             | 出場             | 得点             | 出場             | 得点             | 出場             | 得点             |
| ベルギー         | ベルギー         | ベルギー         | ベルギー         | リーグ戦         | リーグ戦         | リーグ杯         | リーグ杯         | ベルギー杯       | ベルギー杯       | 期間通算         | 期間通算         |
| ---------------- | ---------------- | ---------------- | ---------------- | ---------------- | ---------------- | ---------------- | ---------------- | ---------------- | ---------------- | ---------------- | ---------------- |
| 2010-11          | アールスト       | 7                | トロワA          | 14               | 10               | -                | -                | 2                | 1                | 16               | 11               |
| 2011-12          | アールスト       | 7                | プロキシマス     | 33               | 8                | -                | -                | 0                | 0                | 33               | 8                |
| 2012-13          | オーステンデ     | 9                | プロキシマス     | 34               | 14               | -                | -                | 5                | 2                | 39               | 16               |
| 2013-14          | オーステンデ     | 9                | ジュピラー       | 31               | 7                | -                | -                | 6                | 3                | 37               | 10               |
| 2014-15          | ヘント           | 9                | ジュピラー       | 35               | 13               | -                | -                | 5                | 1                | 40               | 14               |
| 2015-16          | ヘント           | 9                | ジュピラー       | 35               | 14               | -                | -                | 4                | 0                | 39               | 14               |
| 2016-17          | ヘント           | 9                | ジュピラー       | 2                | 0                | -                | -                | -                | -                | 2                | 0                |
| ポルトガル       | ポルトガル       | ポルトガル       | ポルトガル       | リーグ戦         | リーグ戦         | リーグ杯         | リーグ杯         | ポルトガル杯     | ポルトガル杯     | 期間通算         | 期間通算         |
| 2016-17          | ポルト           | 9                | プリメイラ       | 7                | 1                | 3                | 0                | 1                | 0                | 11               | 1                |
| 通算             | ベルギー         | ベルギー         | ジュピラー       | 103              | 34               | -                | -                | 15               | 4                | 118              | 38               |
| 通算             | ベルギー         | ベルギー         | プロキシマス     | 67               | 22               | -                | -                | 5                | 2                | 72               | 24               |
| 通算             | ベルギー         | ベルギー         | トロワA          | 14               | 10               | -                | -                | 2                | 1                | 16               | 11               |
| 通算             | ポルトガル       | ポルトガル       | プリメイラ       | 7                | 1                | 3                | 0                | 1                | 0                | 11               | 1                |
| 総通算           | 総通算           | 総通算           | 総通算           | 191              | 67               | 3                | 0                | 23               | 7                | 217              | 74               |

### 代表
| ベルギー代表 | ベルギー代表 | ベルギー代表 |
| 年           | 出場         | 得点         |
| ------------ | ------------ | ------------ |
| 2015         | 1            | 1            |
| 計           | 1            | 1            |

代表での得点一覧
| No. | 日附           | 場所                                         | 対戦相手 | 得点 | 結果 | 大会                          |
| --- | -------------- | -------------------------------------------- | -------- | ---- | ---- | ----------------------------- |
| 1.  | 2015年10月10日 | アンドラ・ラ・ベリャ・エスタディ・ナシオナル | アンドラ | 1-4  | 1-4  | UEFA EURO 2016予選・グループB |

## タイトル

### クラブ
エーントラハト・アールスト
- トロワズィエーム・ディヴィジョンA: 2010-11

オーステンデ
- プロキシマス・リーグ: 2012-13

ヘント
- ジュピラー・プロ・リーグ: 2014-15
- ベルギー・スーパーカップ: 2015

### 個人
- ジャン＝クラウド・ブヴィ賞: 2015